# Liste der Sieger bei PDC-Turnieren 2024
Die Liste der Sieger bei PDC-Turnieren 2024 listet zuerst alle Sieger bei den Major-Turnieren der Professional Darts Corporation auf. Im Weiteren werden die weiteren Turniersieger aufgelistet und Statistiken aufgezeigt.
←2023 2025→

## Turniersieger

### Major-Turniere
| Turnier                     | Sieger                         | Finalist                               | Ergebnis | Format |
| --------------------------- | ------------------------------ | -------------------------------------- | -------- | ------ |
| Weltmeisterschaft           | Luke Humphries                 | Luke Littler                           | 7:4      | Sätze  |
| The Masters                 | Stephen Bunting                | Michael van Gerwen                     | 11:7     | Legs   |
| UK Open                     | Dimitri Van den Bergh          | Luke Humphries                         | 11:10    | Legs   |
| Premier League              | Luke Littler                   | Luke Humphries                         | 11:7     | Legs   |
| World Cup                   | Luke Humphries & Michael Smith | Rowby-John Rodriguez & Mensur Suljović | 10:6     | Legs   |
| World Matchplay             | Luke Humphries                 | Michael van Gerwen                     | 18:15    | Legs   |
| World Series Finals         | Luke Littler                   | Michael Smith                          | 11:4     | Legs   |
| World Grand Prix            | Mike De Decker                 | Luke Humphries                         | 6:4      | Sätze  |
| European Darts Championship | Ritchie Edhouse                | Jermaine Wattimena                     | 11:3     | Legs   |
| Grand Slam                  | Luke Littler                   | Martin Lukeman                         | 16:3     | Legs   |
| Players Championship Finals | Luke Humphries                 | Luke Littler                           | 11:7     | Legs   |

### World Series
Alle Ergebnisse wurden im Legmodus ausgespielt.
| Turnier             | Sieger             | Finalist           | Ergebnis |
| ------------------- | ------------------ | ------------------ | -------- |
| Bahrain Masters     | Luke Littler       | Michael van Gerwen | 8:5      |
| Dutch Masters       | Michael van Gerwen | Luke Littler       | 8:6      |
| US Masters          | Rob Cross          | Gerwyn Price       | 8:7      |
| Nordic Masters      | Gerwyn Price       | Rob Cross          | 8:5      |
| Poland Masters      | Luke Littler       | Rob Cross          | 8:3      |
| Australian Masters  | Gerwyn Price       | Luke Littler       | 8:1      |
| New Zealand Masters | Luke Humphries     | Damon Heta         | 8:2      |

### European Tour
Alle Ergebnisse wurden im Legmodus ausgespielt.
| Turnier             | Sieger             | Finalist           | Ergebnis |
| ------------------- | ------------------ | ------------------ | -------- |
| Belgian Open        | Luke Littler       | Rob Cross          | 8:7      |
| German Grand Prix   | Luke Humphries     | Michael van Gerwen | 8:1      |
| International Open  | Martin Schindler   | Gerwyn Price       | 8:5      |
| European Grand Prix | Gary Anderson      | Ross Smith         | 8:6      |
| Austrian Open       | Luke Littler       | Joe Cullen         | 8:4      |
| Baltic Sea Open     | Rob Cross          | Luke Humphries     | 8:6      |
| Dutch Championship  | Josh Rock          | Jonny Clayton      | 8:4      |
| European Open       | Dave Chisnall      | Ross Smith         | 8:6      |
| German Championship | Peter Wright       | Luke Littler       | 8:5      |
| Flanders Trophy     | Dave Chisnall      | Ricardo Pietreczko | 8:6      |
| Hungarian Trophy    | Michael van Gerwen | Gian van Veen      | 8:7      |
| Swiss Trophy        | Martin Schindler   | Ryan Searle        | 8:7      |
| Czech Open          | Luke Humphries     | Kim Huybrechts     | 8:1      |

### Players Championships
Alle Ergebnisse wurden im Legmodus ausgespielt.
| Turnier                 | Sieger                | Finalist             | Ergebnis |
| ----------------------- | --------------------- | -------------------- | -------- |
| Players Championship 1  | Luke Littler          | Ryan Searle          | 8:7      |
| Players Championship 2  | Gary Anderson         | Ryan Searle          | 8:5      |
| Players Championship 3  | Ryan Searle           | Gary Anderson        | 8:7      |
| Players Championship 4  | Damon Heta            | Chris Dobey          | 8:4      |
| Players Championship 5  | Raymond van Barneveld | Stephen Bunting      | 8:1      |
| Players Championship 6  | Dave Chisnall         | Dirk van Duijvenbode | 8:6      |
| Players Championship 7  | Chris Dobey           | Josh Rock            | 8:4      |
| Players Championship 8  | Danny Noppert         | Luke Humphries       | 8:6      |
| Players Championship 9  | Michael Smith         | Ryan Joyce           | 8:6      |
| Players Championship 10 | Brendan Dolan         | Jeffrey de Graaf     | 8:4      |
| Players Championship 11 | Alan Soutar           | Daryl Gurney         | 8:7      |
| Players Championship 12 | Dimitri Van den Bergh | Matt Campbell        | 8:3      |
| Players Championship 13 | Ross Smith            | Wesley Plaisier      | 8:7      |
| Players Championship 14 | Jonny Clayton         | Wesley Plaisier      | 8:5      |
| Players Championship 15 | Luke Littler          | Wessel Nijman        | 8:6      |
| Players Championship 16 | Mike De Decker        | Ricky Evans          | 8:2      |
| Players Championship 17 | Josh Rock             | Joe Cullen           | 8:6      |
| Players Championship 18 | Damon Heta            | Ryan Searle          | 8:3      |
| Players Championship 19 | Chris Dobey           | Cameron Menzies      | 8:6      |
| Players Championship 20 | Luke Littler          | Stephen Bunting      | 8:7      |
| Players Championship 21 | Michael van Gerwen    | Dave Chisnall        | 8:4      |
| Players Championship 22 | Gary Anderson         | Connor Scutt         | 8:4      |
| Players Championship 23 | Dave Chisnall         | Chris Dobey          | 8:4      |
| Players Championship 24 | Wessel Nijman         | Stephen Bunting      | 8:5      |
| Players Championship 25 | Chris Dobey           | Stephen Bunting      | 8:3      |
| Players Championship 26 | Luke Humphries        | Stephen Bunting      | 8:7      |
| Players Championship 27 | Michael van Gerwen    | Gerwyn Price         | 8:4      |
| Players Championship 28 | Wesley Plaisier       | Josh Rock            | 8:7      |
| Players Championship 29 | Cameron Menzies       | Stephen Bunting      | 8:4      |
| Players Championship 30 | Josh Rock             | Jonny Clayton        | 8:7      |

### Challenge Tour
An der Challenge Tour durften alle Spieler teilnehmen, die an der PDC Qualifying School teilgenommen hatten, aber keine Tour Card gewinnen konnten.
Alle Ergebnisse wurden im Legmodus ausgespielt.
| Turnier           | Sieger                | Finalist             | Ergebnis |
| ----------------- | --------------------- | -------------------- | -------- |
| Challenge Tour 1  | Richie Burnett        | Darryl Pilgrim       | 5:4      |
| Challenge Tour 2  | Danny Jansen          | Darryl Pilgrim       | 5:3      |
| Challenge Tour 3  | Oskar Lukasiak        | Danny Jansen         | 5:3      |
| Challenge Tour 4  | Stefan Bellmont       | Pál Székely          | 5:0      |
| Challenge Tour 5  | Aden Kirk             | Danny Jansen         | 5:3      |
| Challenge Tour 6  | Noa-Lynn van Leuven 1 | Tytus Kanik          | 5:3      |
| Challenge Tour 7  | René Eidams           | Dennie Olde Kalter   | 5:4      |
| Challenge Tour 8  | Andy Boulton          | Danny Jansen         | 5:0      |
| Challenge Tour 9  | Andy Boulton          | Jamie Atkins         | 5:4      |
| Challenge Tour 10 | Lee Cocks             | Wesley Plaisier      | 5:0      |
| Challenge Tour 11 | Christian Kist        | Michael Unterbuchner | 5:4      |
| Challenge Tour 12 | Christian Kist        | John Henderson       | 5:3      |
| Challenge Tour 13 | Connor Scutt          | Dragutin Horvat      | 5:0      |
| Challenge Tour 14 | Justin Hood           | Dragutin Horvat      | 5:1      |
| Challenge Tour 15 | Wesley Plaisier       | Damian Mol           | 5:4      |
| Challenge Tour 16 | Alexander Merkx       | Wesley Plaisier      | 5:3      |
| Challenge Tour 17 | Connor Scutt          | Tom Sykes            | 5:3      |
| Challenge Tour 18 | Jimmy van Schie       | Daniel Ayres         | 5:4      |
| Challenge Tour 19 | Wesley Plaisier       | Lee Cocks            | 5:3      |
| Challenge Tour 20 | Christian Kist        | Connor Scutt         | 5:2      |
| Challenge Tour 21 | Alexander Merkx       | Darryl Pilgrim       | 5:3      |
| Challenge Tour 22 | Andreas Harrysson     | Stefaan Henderyck    | 5:2      |
| Challenge Tour 23 | Andreas Harrysson     | Connor Scutt         | 5:3      |
| Challenge Tour 24 | Sebastian Białecki    | Ted Evetts           | 5:4      |

### Development Tour
Auf der Development Tour durften Spieler zwischen 16 und 23 Jahren teilnehmen.
Alle Ergebnisse wurden im Legmodus ausgespielt.
| Turnier             | Sieger               | Finalist             | Ergebnis |
| ------------------- | -------------------- | -------------------- | -------- |
| Development Tour 1  | Danny Jansen         | Owen Roelofs         | 5:4      |
| Development Tour 2  | Keane Barry          | Gian van Veen        | 5:4      |
| Development Tour 3  | Keane Barry          | Sebastian Białecki   | 5:0      |
| Development Tour 4  | Jurjen van der Velde | Leighton Bennett     | 5:0      |
| Development Tour 5  | Gian van Veen        | Dylan Slevin         | 5:0      |
| Development Tour 6  | Roman Benecký        | Thomas Banks         | 5:4      |
| Development Tour 7  | Gian van Veen        | Nathan Rafferty      | 5:1      |
| Development Tour 8  | Wessel Nijman        | Niko Springer        | 5:4      |
| Development Tour 9  | Nathan Rafferty      | Danny Jansen         | 5:2      |
| Development Tour 10 | Niko Springer        | Gian van Veen        | 5:2      |
| Development Tour 11 | Beau Greaves 2       | Daniel Perry         | 5:1      |
| Development Tour 12 | Keane Barry          | Angelo Balsamo       | 5:2      |
| Development Tour 13 | Wessel Nijman        | Niko Springer        | 5:2      |
| Development Tour 14 | Nathan Rafferty      | Marvin van Velzen    | 5:3      |
| Development Tour 15 | Sebastian Białecki   | Levy Frauenfelder    | 5:4      |
| Development Tour 16 | Wessel Nijman        | Tavis Dudeney        | 5:4      |
| Development Tour 17 | Wessel Nijman        | Niko Springer        | 5:3      |
| Development Tour 18 | Niko Springer        | Wessel Nijman        | 5:4      |
| Development Tour 19 | Wessel Nijman        | Jack Male            | 5:2      |
| Development Tour 20 | Niko Springer        | Leon Weber           | 5:3      |
| Development Tour 21 | Wessel Nijman        | Nathan Rafferty      | 5:0      |
| Development Tour 22 | Wessel Nijman        | Nathan Rafferty      | 5:3      |
| Development Tour 23 | Tavis Dudeney        | Jurjen van der Velde | 5:0      |
| Development Tour 24 | Henry Coates         | Owen Roelofs         | 5:3      |

### Qualifikationen zur Weltmeisterschaft
Um die Internationalität des Wettbewerbs und Spieler aus Länder mit weniger Dartskultur und Frauen zu fördern, werden diverse Qualifikationsturniere für die World Darts Championship ausgetragen.
Alle Ergebnisse wurden im Legmodus ausgespielt.
| Turnier                             | Sieger             | Zweitplatzierter    | Drittplatzierter  | Viertplatzierter |
| ----------------------------------- | ------------------ | ------------------- | ----------------- | ---------------- |
| Nordamerikanische Meisterschaft     | Matt Campbell a    |                     |                   |                  |
| Australische Tour                   | Joe Comito         |                     |                   |                  |
| Nordische- & Baltische Tour         | Jeffrey de Graaf   | Darius Labanauskas  |                   |                  |
| PDC China Premier League            | Zong Xiaochen      |                     |                   |                  |
| Bester Kanadier (CDC Pro Tour)      | Jim Long           |                     |                   |                  |
| Bester US-Amerikaner (CDC Pro Tour) | Leonard Gates      | Stowe Buntz a       |                   |                  |
| PDC Asian Tour                      | Alexis Toylo       | Lourence Ilagan     | Paolo Nebrida     | Ryūsei Azemoto   |
| Asiatische Meisterschaft            | Lourence Ilagan b  | Sandro Eric Sosing  | Lee Lok-yin b     |                  |
| PDJ Japan Tour Finals               | Tomoya Gotō        |                     |                   |                  |
| Afrikanischer Qualifier             | Cameron Carolissen |                     |                   |                  |
| Zentral- & Südamerikanische Tour    | Rashad Sweeting    |                     |                   |                  |
| Neuseeländische Tour                | Ben Robb           |                     |                   |                  |
| Ozeanische Meisterschaft            | Gordon Mathers     |                     |                   |                  |
| Indischer Qualifier                 | Nitin Kumar        |                     |                   |                  |
| Women’s Series                      | Beau Greaves c     | Noa-Lynn van Leuven | Fallon Sherrock c |                  |
| Women’s World Matchplay             | Beau Greaves c     |                     |                   |                  |
| PDC Europe Super League             | Kai Gotthardt      |                     |                   |                  |
| Osteuropäischer Qualifier           | Romeo Grbavac      |                     |                   |                  |
| Westeuropäischer Qualifier          | Stefan Bellmont    |                     |                   |                  |
| PDC-Jugendweltmeisterschaft         | Gian van Veen d    |                     |                   |                  |
| Tour Card Holder Qualifier          | Rhys Griffin       | Jeffrey de Zwaan    | Dylan Slevin c    | Matt Campbell d  |

## Statistiken

### Sieger und Finalisten nach Nationalität
Die Qualifikationsturniere zur Weltmeisterschaft sind hier nicht eingerechnet. Die Anzahl der Finale stehen in Klammern.
| Turnierart           | AUS   | BEL   | GER   | ENG     | IRL   | CAN   | NED     | NIR   | AUT   | POL   | SCO   | SWE   | SUI   | CZE   | HUN   | WAL   |
| -------------------- | ----- | ----- | ----- | ------- | ----- | ----- | ------- | ----- | ----- | ----- | ----- | ----- | ----- | ----- | ----- | ----- |
| Majorturnier         | 0     | 2 (2) | 0     | 9 (16)  | 0     | 0     | 0 (3)   | 0     | 0 (1) | 0     | 0     | 0     | 0     | 0     | 0     | 0     |
| World Series         | 0 (1) | 0     | 0     | 4 (7)   | 0     | 0     | 1 (2)   | 0     | 0     | 0     | 0     | 0     | 0     | 0     | 0     | 2 (3) |
| European Tour        | 0     | 0 (1) | 2 (3) | 7 (14)  | 0     | 0     | 1 (3)   | 1 (1) | 0     | 0     | 2 (2) | 0     | 0     | 0     | 0     | 0 (2) |
| Players Championship | 2 (2) | 2 (2) | 0     | 12 (28) | 0     | 0 (1) | 6 (10)  | 3 (6) | 0     | 0     | 4 (6) | 0 (1) | 0     | 0     | 0     | 1 (3) |
| Challenge Tour       | 0     | 0 (1) | 1 (4) | 8 (14)  | 0     | 0     | 4 (13)  | 0     | 0     | 1 (2) | 2 (3) | 3 (3) | 1 (1) | 0     | 0 (1) | 1 (1) |
| Development Tour     | 0     | 0     | 3 (7) | 3 (8)   | 3 (4) | 0     | 11 (21) | 2 (5) | 0     | 1 (2) | 0     | 0     | 0     | 1 (1) | 0     | 0     |

### Errungenschaften

#### Persönliche Errungenschaften
- Erster Weltmeistertitel: Luke Humphries
- Erstes Weltmeisterschaftsfinale: Luke Littler, Luke Humphries
- Erster PDC-Majortitel: Stephen Bunting, Luke Littler, Mike De Decker, Ritchie Edhouse
- Erstes PDC-Majorfinale: Luke Littler, Stephen Bunting, Mike De Decker, Ritchie Edhouse, Jermaine Wattimena, Martin Lukeman
- Erster World Series-Titel: Luke Littler, Luke Humphries
- Erstes World Series-Finale: Luke Littler, Luke Humphries
- Erster European Tour-Titel: Luke Littler, Martin Schindler, Josh Rock
- Erstes European Tour-Finale: Luke Littler, Martin Schindler, Ross Smith, Gian van Veen, Ryan Searle
- Erster Players Championship-Titel: Luke Littler, Alan Soutar, Mike De Decker, Wessel Nijman, Wesley Plaisier
- Erstes Players Championship-Finale: Luke Littler, Jeffrey de Graaf, Alan Soutar, Wesley Plaisier, Wessel Nijman, Cameron Menzies

#### Nationale Errungenschaften
- Erster Weltmeisterschaftsqualifikant:  Bahamas,  Schweiz
- Erster Players Championship-Finalist:  Schweden
- Erster Challenge Tour-Finalist:  Ungarn

### Majorturniere
| Spieler               | Siege | Finalniederlagen |
| --------------------- | ----- | ---------------- |
| Luke Humphries        | 4     | 3                |
| Luke Littler          | 3     | 2                |
| Michael Smith         | 1     | 1                |
| Dimitri Van den Bergh | 1     | 0                |
| Stephen Bunting       | 1     | 0                |
| Mike De Decker        | 1     | 0                |
| Ritchie Edhouse       | 1     | 0                |
| Michael van Gerwen    | 0     | 2                |
| Martin Lukeman        | 0     | 1                |
| Rowby-John Rodriguez  | 0     | 1                |
| Mensur Suljović       | 0     | 1                |
| Jermaine Wattimena    | 0     | 1                |

### World Series
| Spieler            | Siege | Finalniederlagen |
| ------------------ | ----- | ---------------- |
| Luke Littler       | 2     | 2                |
| Gerwyn Price       | 2     | 1                |
| Rob Cross          | 1     | 2                |
| Michael van Gerwen | 1     | 1                |
| Luke Humphries     | 1     | 0                |
| Damon Heta         | 0     | 1                |

### European Tour
| Spieler            | Siege | Finalniederlagen |
| ------------------ | ----- | ---------------- |
| Luke Humphries     | 2     | 1                |
| Luke Littler       | 2     | 1                |
| Dave Chisnall      | 2     | 0                |
| Martin Schindler   | 2     | 0                |
| Rob Cross          | 1     | 1                |
| Michael van Gerwen | 1     | 1                |
| Gary Anderson      | 1     | 0                |
| Josh Rock          | 1     | 0                |
| Peter Wright       | 1     | 0                |
| Ross Smith         | 0     | 2                |
| Jonny Clayton      | 0     | 1                |
| Joe Cullen         | 0     | 1                |
| Ricardo Pietreczko | 0     | 1                |
| Gerwyn Price       | 0     | 1                |
| Ryan Searle        | 0     | 1                |
| Gian van Veen      | 0     | 1                |

### Players Championship
| Spieler               | Siege | Finalniederlagen |
| --------------------- | ----- | ---------------- |
| Chris Dobey           | 3     | 2                |
| Luke Littler          | 3     | 0                |
| Josh Rock             | 2     | 2                |
| Gary Anderson         | 2     | 1                |
| Dave Chisnall         | 2     | 1                |
| Michael van Gerwen    | 2     | 0                |
| Damon Heta            | 2     | 0                |
| Ryan Searle           | 1     | 3                |
| Wesley Plaisier       | 1     | 2                |
| Jonny Clayton         | 1     | 1                |
| Luke Humphries        | 1     | 1                |
| Cameron Menzies       | 1     | 1                |
| Wessel Nijman         | 1     | 1                |
| Danny Noppert         | 1     | 1                |
| Raymond van Barneveld | 1     | 0                |
| Dimitri Van den Bergh | 1     | 0                |
| Mike De Decker        | 1     | 0                |
| Brendan Dolan         | 1     | 0                |
| Michael Smith         | 1     | 0                |
| Ross Smith            | 1     | 0                |
| Alan Soutar           | 1     | 0                |
| Stephen Bunting       | 0     | 6                |
| Matt Campbell         | 0     | 1                |
| Joe Cullen            | 0     | 1                |
| Dirk van Duijvenbode  | 0     | 1                |
| Ricky Evans           | 0     | 1                |
| Jeffrey de Graaf      | 0     | 1                |
| Daryl Gurney          | 0     | 1                |
| Ryan Joyce            | 0     | 1                |
| Gerwyn Price          | 0     | 1                |
| Connor Scutt          | 0     | 1                |

### Challenge Tour
| Spieler              | Siege | Finalniederlagen |
| -------------------- | ----- | ---------------- |
| Christian Kist       | 3     | 0                |
| Wesley Plaisier      | 2     | 2                |
| Connor Scutt         | 2     | 2                |
| Andy Boulton         | 2     | 0                |
| Alexander Merkx      | 2     | 0                |
| Andreas Harrysson    | 2     | 0                |
| Danny Jansen         | 1     | 3                |
| Lee Cocks            | 1     | 1                |
| Stefan Bellmont      | 1     | 0                |
| Richie Burnett       | 1     | 0                |
| Sebastian Białecki   | 1     | 0                |
| René Eidams          | 1     | 0                |
| Justin Hood          | 1     | 0                |
| Aden Kirk            | 1     | 0                |
| Noa-Lynn van Leuven  | 1     | 0                |
| Oskar Lukasiak       | 1     | 0                |
| Jimmy van Schie      | 1     | 0                |
| Darryl Pilgrim       | 0     | 3                |
| Dragutin Horvat      | 0     | 2                |
| Jamie Atkins         | 0     | 1                |
| Daniel Ayres         | 0     | 1                |
| Ted Evetts           | 0     | 1                |
| John Henderson       | 0     | 1                |
| Stefaan Henderyck    | 0     | 1                |
| Tytus Kanik          | 0     | 1                |
| Damian Mol           | 0     | 1                |
| Dennie Olde Kalter   | 0     | 1                |
| Tom Sykes            | 0     | 1                |
| Pál Székely          | 0     | 1                |
| Michael Unterbuchner | 0     | 1                |

### Development Tour
| Spieler              | Siege | Finalniederlagen |
| -------------------- | ----- | ---------------- |
| Wessel Nijman        | 7     | 1                |
| Niko Springer        | 3     | 3                |
| Keane Barry          | 3     | 0                |
| Nathan Rafferty      | 2     | 3                |
| Gian van Veen        | 2     | 2                |
| Sebastian Białecki   | 1     | 1                |
| Tavis Dudeney        | 1     | 1                |
| Danny Jansen         | 1     | 1                |
| Jurjen van der Velde | 1     | 1                |
| Roman Benecký        | 1     | 0                |
| Henry Coates         | 1     | 0                |
| Beau Greaves         | 1     | 0                |
| Owen Roelofs         | 0     | 2                |
| Angelo Balsamo       | 0     | 1                |
| Thomas Banks         | 0     | 1                |
| Leighton Bennett     | 0     | 1                |
| Levy Frauenfelder    | 0     | 1                |
| Jack Male            | 0     | 1                |
| Daniel Perry         | 0     | 1                |
| Dylan Slevin         | 0     | 1                |
| Marvin van Velzen    | 0     | 1                |
| Leon Weber           | 0     | 1                |